# Lubāna
Lubāna (en alemany: Lubahn) és un poble del municipi de Lubāna junt al riu Aiviekste, al centre de Letònia i localitzat a la regió històrica de Vidzeme. Es troba a 198 km de Riga.

## Història
Les primeres fonts històriques sobre Lubāna estan esmentades al segle xiii. El poble es va desenvolupar en l'antiga casa senyorial Lubānas, que era en la riba dreta del riu Aiviekstes.

## Persones notables
- Hugo Celmiņš (1877-1941) Primer Ministre de Letònia